# Cantata de puentes amarillos
«Cantata de puentes amarillos» es una canción compuesta por el músico argentino Luis Alberto Spinetta, y forma parte -como track 6- del álbum de 1973 Artaud, de Luis Alberto Spinetta con el nombre de Pescado Rabioso. Este álbum ha sido considerado el mejor de la historia del rock argentino. Se trata de una extensa suite inspirada en el movimiento surrealista, el dramaturgo y poeta Antonin Artaud, el emperador Heliogábalo y las pinturas de Van Gogh.
La canción ha sido incluida en la posición nº 16 entre las 100 mejores del rock argentino por la encuesta realizada por el sitio rock.com.ar. y suele ser ubicada entre las mejores del cancionero de Spinetta.
El tema es interpretado exclusivamente por Luis Alberto Spinetta (voz, guitarra acústica, guitarra eléctrica, maracas y platillos).

## Contexto
El álbum Artaud fue compuesto por Spinetta en el segundo semestre de 1973, inspirándose en la obra del poeta y dramaturgo surrealista Antonin Artaud, especialmente en sus obras Heliogábalo o el anarquista coronado (1934) y Van Gogh, el suicidado por la sociedad (1947). Spinetta se siente impactado por la tragedia y el sufrimiento, pero a la vez por la riqueza interior, de esos personajes vulnerables, alienados y marginados, como Artaud, el creador del teatro de la crueldad que inauguró el teatro moderno y fue encerrado en los manicomios franceses; Heliogábalo, el emperador transgénero anarquista descuartizado cuando tenía solo 18 años; y Vincent Van Gogh, el genial pintor suicidado por una sociedad que no toleraba su visión del mundo.
El disco fue concebido en un momento crucial de la historia sudamericana, de alta violencia política, en el que comenzaban a instalarse dictaduras cívico-militares, coordinadas entre sí por medio del Plan Cóndor y apoyadas por Estados Unidos, que anularían completamente la vigencia de los derechos humanos durante dos décadas. El músico relacionaba ese momento del país, con la desesperación que transmitía la obra de Artaud y el nihilismo del rock expresado en las drogas y la "promiscuidad sin sentido", y lo sentía incompatible con su propia visión del rock y de la vida, expresada en el Manifiesto cuyo título toma de la evaluación que Artaud hace de Van Gogh, "Rock: música dura, la suicidada por la sociedad", y que Spinetta publica simultáneamente con el disco. En su Manifiesto Spinetta denuncia la "profesionalidad" y el "negocio del rock", "porque en esa profesionalidad se establece un juego que contradice la liberación, que pudre el instinto". Spinetta expone aquí la necesidad de preservar una visión dura de la realidad, que es la esencia del rock, y dar a la vez una respuesta basada en el amor:

Quien lo haya leído (a Artaud) no puede evadirse de una cuota de desesperación. Para él la respuesta del hombre es la locura; para Lennon es el amor. Yo creo más en el encuentro de la perfección y la felicidad a través de la supresión del dolor que mediante la locura y el sufrimiento. Creo que sólo si nos preocupamos por sanear el alma vamos a evitar distorsiones sociales y comportamientos fascistas, doctrinas injustas y totalitarismos, políticas absurdas y guerras deplorables. La única forma de hacer subir el peso es con amor.
Luis Alberto Spinetta

## La canción

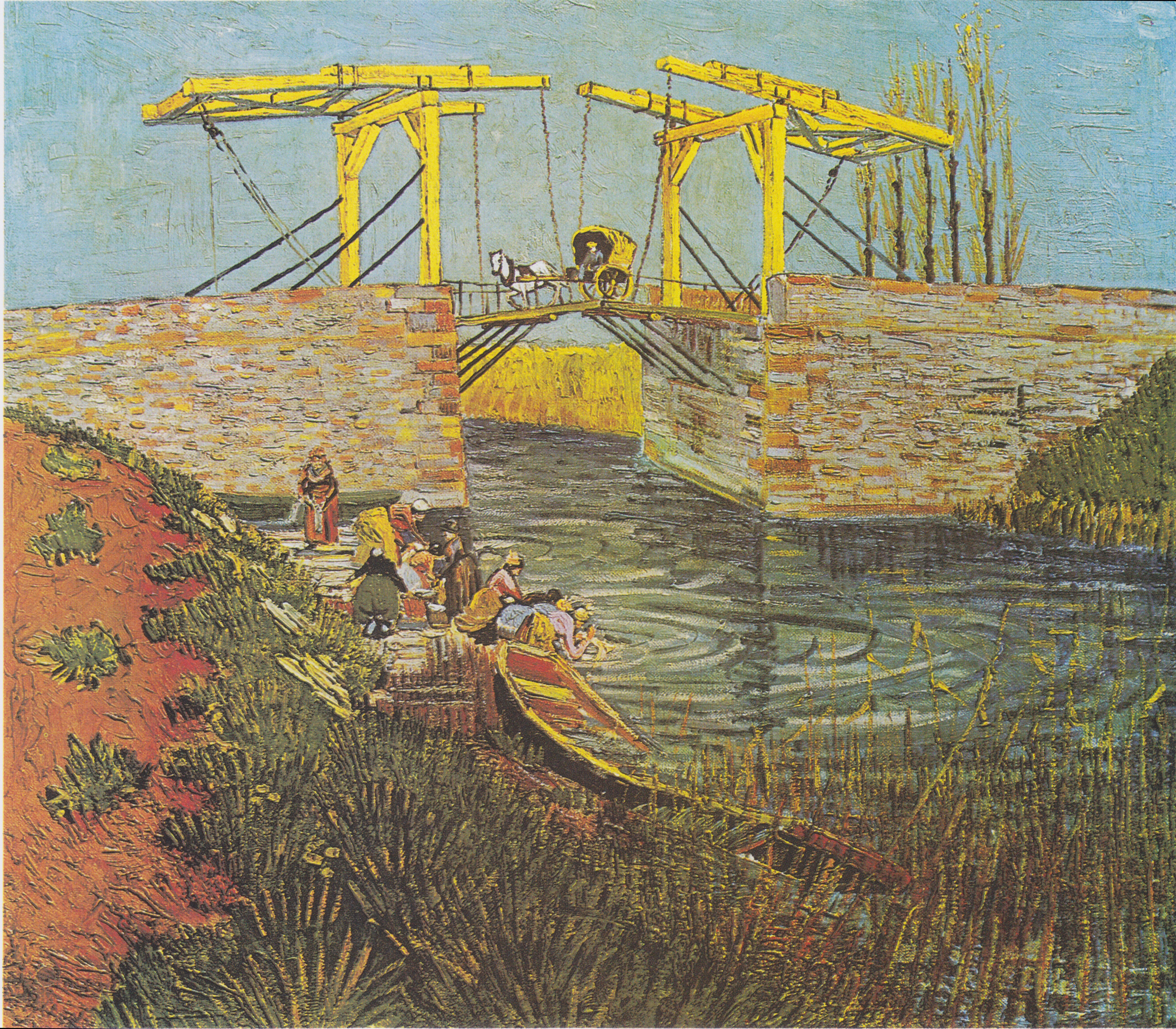
"El puente de Langlois en Arles", cuadro del pintor holandés Vincent Van Gogh en el que se inspira el título de la canción.

"Cantata de puentes amarillos" es el sexto track del álbum Artaud. Se trata de una extensa suite de base acústica inspirada en el movimiento surrealista, la filosofía del teatro de la crueldad de Antonin Artaud, la tragedia del emperador transgénero anarquista Heliogábalo y la obstinación vital de la pintura de Van Gogh.

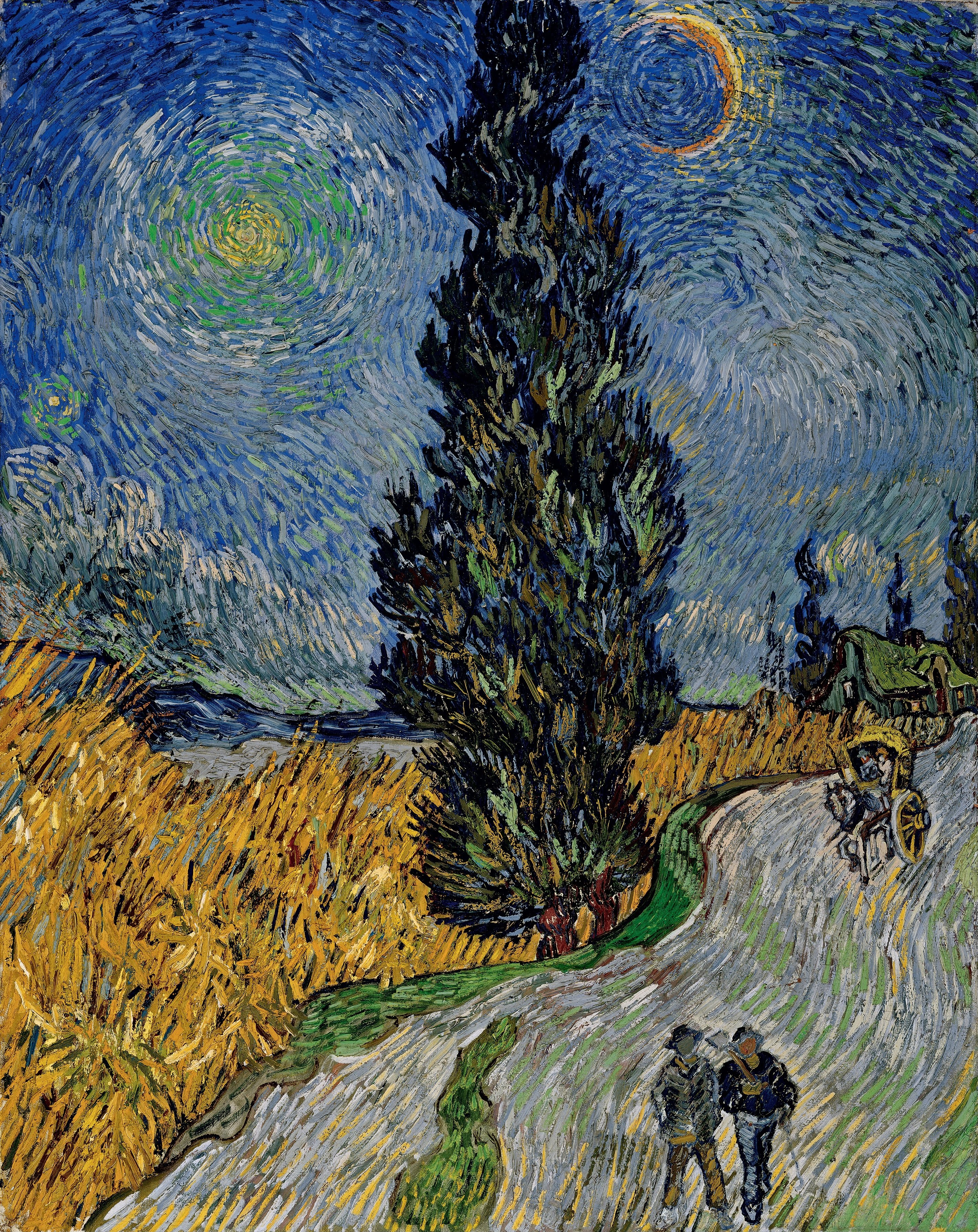
"Camino con ciprés bajo cielo estrellado" de Vincent Van Gogh. "Aquellas sombras del camino azul/¿dónde están?/yo las comparo con cipreses que ví/sólo en sueños".

Spinetta ha dicho que en el centro de su inspiración se encuentra el ensayo de Artaud sobre Heliogábalo, pero que no encontró inicialmente el modo de expresar el tremendo impacto que esa obra le produjo, hasta que leyó el ensayo sobre Van Gogh (el suicidado por la sociedad) y las cartas que este último intercambió con su hermano Theo. Años después Spinetta expresaría su solidaridad con "todos los marginados y alienados del mundo, porque cada vez se comprueba más que, en el futuro, serán ellos los que van a regir la raza humana". Artaud, Heliogábolo y Van Gogh se fusionan así en la inspiración de Spinetta, desde el comienzo de la canción:

Todo camino puede andar
Todo puede andar...
Con esta sangre alrededor
no sé que puedo yo mirar
la sangre ríe idiota
como esta canción
¿ante qué?
Cantata de puentes amarillos (Luis Alberto Spinetta)

El propio Spinetta cuenta que la «sangre alrededor» de la que habla la canción es tanto "la sangre de la herida de la oreja de Van Gogh y también la sangre de Heliogábalo cuando lo tiran a las letrinas de la ciudad".
Los "puentes amarillos" del título aluden a la pintura de Van Gogh (la presencia de puentes y el característico uso del color amarillo en sus cuadros), visto a través de la óptica de Artaud, como un genio que se atrevió a ver lo que la sociedad no quería ver y fue "suicidado" por eso. En el sobre del disco Spinetta cita de Artaud tomada de una carta de 1937 dirigida a Jean Paulhan, donde dice que el verde y el amarillo son los colores opuestos de la muerte: verde es el color de la resurrección y amarillo el color de la descomposición.
El crítico musical Claudio Kleinman, en un artículo en la revista Rolling Stone, describe del siguiente modo sus impresiones sobre la canción:

"CANTATA DE PUENTES AMARILLOS". El tema central de Artaud, cuya principal fuente de inspiración fueron las cartas que Vincent Van Gogh escribió a su hermano Théo (recopiladas en el libro Cartas a Théo), al que Luis llegó tras leer el ensayo dedicado por Artaud al pintor holandés (Van Gogh, el suicidado de la sociedad). Una canción "con varias formas poéticas y varias formas musicales, agrupadas en módulos diferentes entre sí". El tema tiene una secuencia de acordes que es una obra maestra, enlazados por imágenes tan vívidas como las pinturas de Van Gogh y construcciones poéticas propias del surrealismo ("monos, nidos, platos de café"). La cantidad de referencias que pueden encontrarse en esta pequeña suite es asombrosa; entre ellas, es inevitable pensar en alusiones a la realidad política del país y su creciente violencia ("con esta sangre alrededor/ no sé qué puedo yo mirar"), así como -nuevamente- el diálogo de la primera generación del rock argentino con el movimiento que ellos mismos habían creado ("y en el mar naufragó/ una balsa que nunca zarpó"). Otro de los temas que sobrevuelan el álbum, la búsqueda de libertad, encuentra una brillante síntesis en "las almas repudian todo encierro". A partir de allí, el cantante emerge con la férrea convicción de no quedarse aferrado al pasado, con otra de las frases de Artaud que han sido citadas una y otra vez: "Aunque me fuercen yo nunca voy a decir/ que todo tiempo por pasado fue mejor/ mañana es mejor".
Claudio Kleinman

Jorge Monteleone en su ensayo "Spinetta/Artaud" dice que "Cantata de puentes amarillos" fue una canción que pulverizaba la canción pop:

Duraba más de nueve minutos y en su transcurso mutaba de forma cinco veces. La canción pop había sido, otra vez, pulverizada. No era una novedad: ya habíamos escuchado "Cristálida" en el disco Pescado 2 y, años antes, la inaugural "A day in the life" de los Beatles, en el Sgt. Pepper’s Lonely Hearts Club Band de 1967.
Jorge Monteleone

## Versión 2013 en Villa Gesell
El 7 de febrero de 2013, durante el recital homenaje organizado por la Secretaría de Cultura de Presidencia de la Nación en Villa Gesell, el cierre consistió en una versión colectiva de "Puentes amarillos" como cierre del evento. En la misma participan Lito Vitale (en teclados y guitarra) -quién además dirigió el recital-, Celeste Carballo, Juan Carlos Baglietto, Gustavo Santaolalla, Miguel Cantilo, David Lebón, Hilda Lizarazu, Lisandro Aristimuño, Claudia Puyó, Los Tipitos, Gabo Ferro, Liliana Vitale, Pedro Aznar, Fernando Ruíz Díaz, Machi Rufino, Rodolfo Mederos, Emme, Héctor Starc y Juanse, Marcelo Torres (bajo), Marcelo Novati (batería), Guillermo Arrom (guitarra eléctrica) y Luciano Vitale (guitarra acústica). La versión se encuentra en YouTube.